# Soichi Noguchi
Soichi Noguchi (野口 聡一, Noguchi Sōichi, Yokohama, 15 d'abril de 1965) és un enginyer aeronàutic japonès i astronauta de la JAXA. El seu primer vol espacial va ser com a Especialista de Missió a bord del STS-114 el 26 de juliol de 2005 pel primer "retorn als vols" de la missió del Transbordador Espacial després de l'accident del Columbia. Va tornar a l'espai com a part de la tripulació Soiuz TMA-17 i l'Expedició 22 a l'Estació Espacial Internacional, amb el retorn a la Terra el 2 de juny de 2010, i va tornar amb la SpaceX Crew-1 com a part de l'Expedició 64 que es va llançar el 16 de novembre de 2020. És el cinquè astronauta japonès en volar a l'espai i el quart en volar amb el transbordador espacial.